# مدينة الجريمة 2
مدينة الجريمة 2 (بالكورية: 범죄도시 2)‏ فيلم جريمة وأكشن كوري جنوبي من إخراج لي سانغ يون. وبطولة ما دونغ سوك وسون سوك كو وتشوي غوي هوا. الفيلم هو مكمل لاحداث فيلم مدينة الجريمة وصدر يوم 18 أيار/مايو 2022 بصيغة آيماكس.
افتتح الفيلم في المركز الأول في شباك التذاكر الكوري وحصل على 467,525 مشاهد في أول يوم. وأصبح أول فيلم كوري يحصل على 10 مليون مشاهد عام 2022 خلال 25 يوم من عرضه. وهو رابع فيلم لما دونغ سوك يحصل على أكثر من 10 ميلون مشاهد. والفيلم الـ20 الكوري تاريخياً الذي يحقق هذا الإنجاز.
وهو أعلى فيلم كوري ايراداً خلال عام 2022. بأكثر من 100.06 مليون دولار و 12.59 مليون مشاهد.</ref> وهو في المركز الثالث بأعلى الافلام ايراداً في كوريا الجنوبية. والمرتبة التاسعة بعدد المشاهدات.

## روابط خارجية
- مدينة الجريمة 2 على موقع IMDb (الإنجليزية)
- مدينة الجريمة 2 على موقع ميتاكريتيك (الإنجليزية)
- مدينة الجريمة 2 على موقع روتن توميتوز (الإنجليزية)
- مدينة الجريمة 2 على موقع ألو سيني (الفرنسية)
- مدينة الجريمة 2 على موقع فيلمافينيتي (الإسبانية)
- مدينة الجريمة 2 على موقع قاعدة بيانات الفيلم (الإنجليزية)
- مدينة الجريمة 2 على موقع ليتربوكسد (الإنجليزية)